# Avarsko-andsko-didojski jezici
Avarsko-andsko-didojski jezici, ogranak kavkaskih jezika iz Dagestana, Rusija i Azerbajdžana. Sastoji se od podskupina:
a. Avarski (1): avarski [ava],
b. Andijski (andski): andijski (andski) [ani], botlihski [bph], godoberski [gdo], čamalalski [cji], bagulalski [kva], tindijski [tin], karatinski (karata) [kpt] i ahvahski [akv].
c. Didojski: cezijski (cezijski) [ddo], hvaršinski [khv], hinuhski [gin], bežta [kap] i hunzibski (Kapuča) [huz].
S laksko-dargvinskim jezicima klasificirani su u lezginsku slupinu dagestanskih jezika.

## Vanjske poveznice
- Ethnologue (14th)